# Harpactea dumonti
Harpactea dumonti là một loài nhện trong họ Dysderidae.
Loài này thuộc chi Harpactea. Harpactea dumonti được miêu tả năm 1991 bởi Robert Bosmans & Beladjal.